# Шайтанов, Николай Фёдорович
Николай Фёдорович Шайтанов (1814 — 22 декабря 1887) — российский врач и медицинский писатель.

## Биография
Родился в семье священника. Учился в Вологодской духовной семинарии (выпуск 1836) и на медицинском факультете Московского университета, который окончил в 1841 году.
С 1848 года работал уездным врачом в Романове, с 1855 по 1857 год служил в стрелковом полку Императорской фамилии, позже был губернским врачом в Олонецкой и Калужской губерниях. Получив в Санкт-Петербургской медико-хирургической академии степень доктора медицины за диссертацию «О действии колхицина на животный организм» (СПб., 1869), был назначен инспектором ярославской врачебной управы (1869—1880).
Кроме диссертации, Шайтанов написал следующие работы: «Прокол и заноза в животе» («Друг Здравия», 1847); «Наставление волостным фельдшерам о подании первоначальных врачебных пособий в повальных болезнях, свойственных преимущественно взрослым людям» (СПб., 1861—1862. — 2 т.); «Наставление о подании врачебных пособий в перемежающейся лихорадке, с её последствиями, злой корче и цинге» (вместе с К. Константиновичем, СПб., 1862); «Наставление о подании врачебных пособий в различных, чаще встречающихся у крестьян, спорадических болезнях» (СПб., 1862, выпуски II, III вместе с В. Гортынским, СПб., 1862) и другие.